# Hässelby strand
Hässelby strand – dzielnica (stadsdel) Sztokholmu, położona w jego zachodniej części (Västerort) i wchodząca w skład stadsdelsområde Hässelby-Vällingby. Graniczy z dzielnicami Hässelby gård, Hässelby villastad i Grimsta oraz przez jezioro Melar z gminą Ekerö.
Według danych opublikowanych przez gminę Sztokholm, 31 grudnia 2020 r. Hässelby strand liczyło 8061 mieszkańców. Powierzchnia dzielnicy wynosi łącznie 1,67 km², z czego 0,73 km² stanowią wody jeziora Melar.
Hässelby strand jest początkową/końcową stacją na zielonej linii (T19) sztokholmskiego metra.